# Lucy-le-Bois
Lucy-le-Bois este o comună în departamentul Yonne, Franța. În 2009 avea o populație de 316 de locuitori.

## Evoluția populației
| An        | 1975 | 1982 | 1990 | 1999 | 2006 | 2009 |
| --------- | ---- | ---- | ---- | ---- | ---- | ---- |
| Populație | 238  | 267  | 378  | 365  | 328  | 316  |